# Bauchrieh

Bauchrieh ou Baouchriye (arabe : البوشرية ) est une ville libanaise située dans le caza du Metn au Mont-Liban au Liban. La population est presque exclusivement chrétienne.

## Personnalités
- Auguste Bakhos (1923-2016), avocat et homme politique libanais né à Bauchrieh.